# Royal Rumble (1988)
Royal Rumble (1988) foi o primeiro evento Royal Rumble de luta profissional produzido pela World Wrestling Federation (WWF, agora WWE). Aconteceu em 24 de janeiro de 1988, no Copps Coliseum em Hamilton, Ontário, Canadá. O evento foi ao ar como um especial de televisão na USA Network e foi centrado na luta Royal Rumble, uma batalha real modificada na qual os participantes entram em intervalos cronometrados em vez de todos começarem no ringue ao mesmo tempo. Seria o único evento Royal Rumble a ser transmitido como um especial de televisão, já que a partir do evento de 1989, começou a ser transmitido em pay-per-view (PPV). Após o lançamento da WWE Network em 2014, este Royal Rumble inaugural foi incluído com o restante dos eventos Royal Rumble na seção PPV.
Quatro lutas foram disputadas no evento. O evento principal foi uma luta duas de três quedas, na qual The Islanders (Haku e Tama) derrotaram The Young Stallions (Paul Roma e Jim Powers). A eliminatória foi destacada pela primeira luta Royal Rumble televisionada, que foi vencida por Jim Duggan. Além disso, The Jumping Bomb Angels (Noriyo Tateno e Itsuki Yamazaki) derrotaram The Glamour Girls (Judy Martin e Leilani Kai) em uma luta de duas de três quedas para vencer o Campeonato de Duplas Femininas da WWF e na luta de abertura, Ricky Steamboat derrotou Rick Rude por desqualificação.

## Resultados
| # | Resultados | Estipulações                                                       | Tempo |
| - | --- | ------------------------------------------------------------------ | ----- |
| 1 | Ricky Steamboat derrotou Rick Rude por desqualificação.                                                                          | Luta individual                                                    | 17:22 |
| 2 | Jumping Bomb Angels (Noriyo Tateno e Itsuki Yamazaki) derrotaram The Glamour Girls (Judy Martin e Leilani Kai) (com Jimmy Hart). | Luta Two out of Three Falls pelo WWF Women's Tag Team Championship | 15:00 |
| 3 | Jim Duggan venceu ao eliminar por último One Man Gang.                                                                           | Luta Royal Rumble                                                  | 33:00 |
| 4 | The Islanders (Haku e Tama) derrotaram The Young Stallions (Paul Roma e Jim Powers).                                             | Luta Two out of Three Falls                                        | 14:00 |

## Entradas e eliminações no Royal Rumble
| Símbolo | Significado           |
| ------- | --------------------- |
| †       | Indica o menor tempo. |

| #  | Lutador              | Ordem de eliminação | Eliminado por        | Tempo  |
| -- | -------------------- | ------------------- | -------------------- | ------ |
| 1  | Bret Hart            | 8                   | Muraco               | 25:42  |
| 2  | Tito Santana         | 2                   | Hart e Neidhart      | 10:41  |
| 3  | Butch Reed           | 1                   | Roberts              | 03:18  |
| 4  | Jim Neidhart         | 6                   | Hillbilly Jim        | 19:06  |
| 5  | Jake Roberts         | 10                  | One Man Gang         | 21:52  |
| 6  | Harley Race          | 4                   | Muraco               | 10:03  |
| 7  | Jim Brunzell         | 5                   | Volkoff              | 12:06  |
| 8  | Sam Houston          | 7                   | Bass                 | 14:39  |
| 9  | Danny Davis          | 13                  | Duggan               | 17:51  |
| 10 | Boris Zhukov         | 3                   | Roberts e Brunzell   | 02:33  |
| 11 | Don Muraco           | 17                  | Bravo e One Man Gang | 16:16  |
| 12 | Nikolai Volkoff      | 11                  | Duggan               | 11:40  |
| 13 | Jim Duggan           | -                   | Vencedor             | 14:43  |
| 14 | Ron Bass             | 16                  | Muraco               | 10:14  |
| 15 | B. Brian Blair       | 9                   | One Man Gang         | 5:50   |
| 16 | Hillbilly Jim        | 12                  | One Man Gang         | 5:55   |
| 17 | Dino Bravo           | 18                  | One Man Gang         | 8:12   |
| 18 | The Ultimate Warrior | 14                  | Bravo e One Man Gang | 03:51  |
| 19 | One Man Gang         | 19                  | Duggan               | 6:50   |
| 20 | Junkyard Dog         | 15                  | Bass                 | 02:08† |

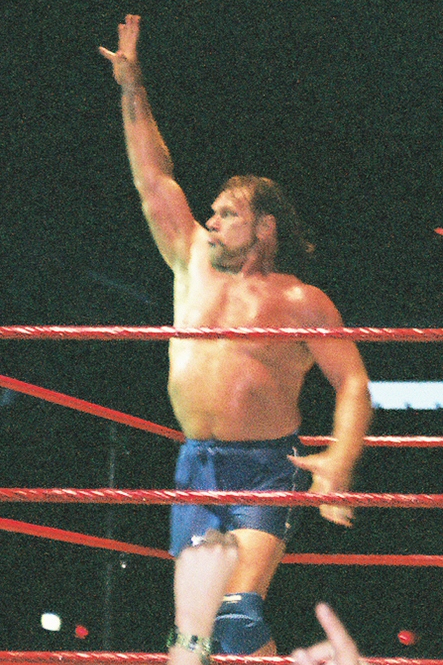
Jim Duggan, vencedor da luta Royal Rumble de 1988.

- Foi o primeiro Royal Rumble da história, com 20 lutadores.
- One Man Gang teve o recorde de mais eliminações, com 6. O recorde foi quebrado no ano seguinte por Hulk Hogan.
- Bret Hart se tornou a primeira pessoa a entrar em uma luta Royal Rumble, também se tornando a pessoa a ficar mais tempo em um Rumble, até o ano seguinte, com 25:42.